# Alfredo Anderson
Alfredo Anderson (sinh ngày 31 tháng 10 năm 1978) là một cầu thủ bóng đá người Panama.

## Đội tuyển bóng đá quốc gia Panama
Alfredo Anderson thi đấu cho đội tuyển bóng đá quốc gia Panama từ năm 2000-2001.

## Thống kê sự nghiệp
| Đội tuyển bóng đá Panama | Đội tuyển bóng đá Panama | Đội tuyển bóng đá Panama |
| Năm                      | Trận                     | Bàn                      |
| ------------------------ | ------------------------ | ------------------------ |
| 2000                     | 4                        | 0                        |
| 2001                     | 8                        | 2                        |
| Tổng cộng                | 12                       | 2                        |